# 特雷古雷 (菲尼斯泰尔省)
特雷古雷（法語：Trégourez）是法国菲尼斯泰尔省的一个市镇，属于沙托兰区（Châteaulin）沙托纳迪福县（Châteauneuf-du-Faou）。该市镇总面积17.72平方公里，2009年时的人口为951人。

## 人口
特雷古雷人口变化图示